# Nardo Wick
Horace Bernard Walls III (Jacksonville, Florida, 30 de diciembre de 2001), conocido artísticamente como Nardo Wick, es un rapero estadounidense.
Firmado por Flawless Entertainment y RCA Records, es mejor conocido por su sencillo de 2021 «Who Want Smoke?» que tiene un remix con los raperos G Herbo, Lil Durk y 21 Savage que lo impulsó a debutar en el número 17 en el Billboard Hot 100 de EE. UU. y obtener la certificación de platino de la RIAA. Wick lanzó su álbum de estudio debut, «Who Is Nardo Wick?» ese mismo año.

## Biografía

### Primeros años
Walls es hijo único y creció en Jacksonville, Florida. Walls escuchó y fue influenciado por Gucci Mane cuando era niño, quien más tarde presentaría a Walls en una canción.

### Vida privada
El 18 de agosto de 2021, Walls fue arrestado por alguaciles estadounidenses por un cargo de arma oculta. Fue liberado poco después.
En el podcast Big Facts, mencionó que preferiría robar que trabajar en un trabajo honesto. Más tarde cambió de opinión sobre la postura.

## Carrera musical

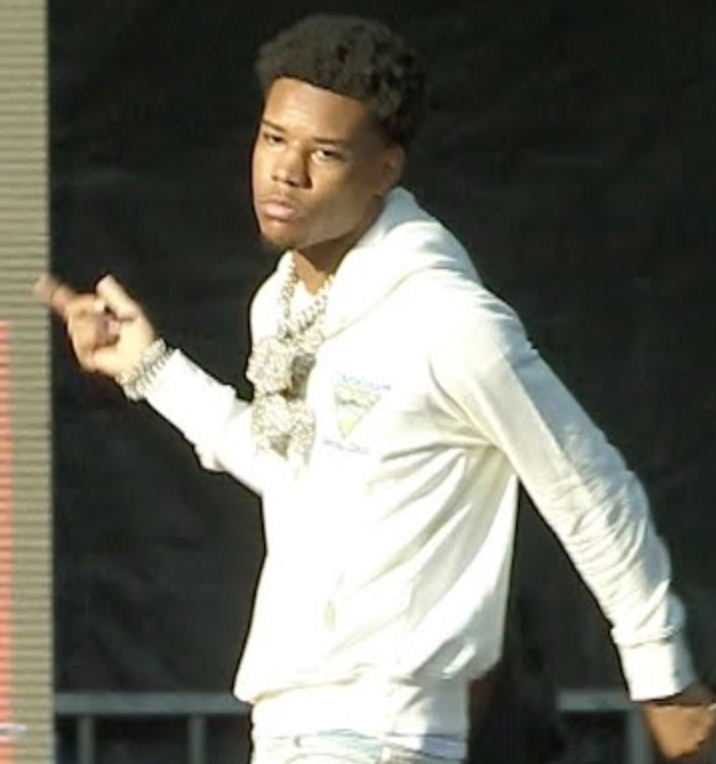
Nardo Wick durante un concierto en julio de 2022.

Wick lanzó su sencillo debut, «Lolli». Luego lanzó el sencillo «Slide». Luego lanzó el sencillo «Came Up» como el último lanzamiento del año. A partir del 2021, lanzó el sencillo «Who Want Smoke?» el 22 de enero del 2021. Wick luego lanzó el sencillo «Shhh» el 23 de abril de 2021. Sirve como el sencillo principal de su álbum de estudio debut, Who Is Nardo Wick?. El 27 de agosto de 2021, Wick apareció en la canción del rapero estadounidense 42 Dugg, «Opp Pack», de la edición del mixtape comercial de este último, Free Dem Boyz. La canción sirvió como la primera vez que Wick apareció en una canción de otro artista.
El 8 de octubre de 2021, Wick lanzó otra versión de «Who Want Smoke?», que cuenta con la participación de los raperos G Herbo, Lil Durk y 21 Savage. La canción sirve como el segundo sencillo de Who Is Nardo Wick? y fue lanzado junto con un video musical que fue dirigido por Cole Bennett en asociación con Lyrical Lemonade. La nueva versión impulsó la popularidad de la canción junto con un baile que se creó en la aplicación para compartir videos TikTok, que debutó en el número 17 en el Billboard Hot 100 y se convirtió en triple platino certificado por la RIAA, lo que le dio a Wick su primera canción en las listas de éxitos y su primera canción que recibió una certificación.  respectivamente. Dos días después, Wick apareció en el sencillo de la rapera Katana 10400, «She Want Me Dead!», que sirvió como la segunda característica de Wick y la primera vez que apareció en un sencillo.
Wick lanzó el sencillo «Me or Sum», que cuenta con la participación de los raperos Future y Lil Baby, el 29 de noviembre de 2021. Es el segundo sencillo de Who Is Nardo Wick? y llegaría a alcanzar el número 58 en el Billboard Hot 100 y sería certificado doble platino. El siguiente álbum fue lanzado cuatro días después, el 3 de diciembre de 2021. Cuenta con nuevas apariciones especiales de Hit-Boy, Big30 y Lakeyah. Se convirtió en platino certificado por la RIAA y alcanzó el número 16 en la lista de álbumes de EE. UU. El 22 de julio de 2022, Wick lanzó la versión deluxe «¿Who Is Nardo Wick? 2» con invitados adicionales de The Kid Laroi y Latto.
El 31 de marzo de 2023, se lanzó un exitoso sencillo de Wick, «Hot Boy», que alcanzó el número 99 en el Billboard Hot 100 y contó con la participación del rapero Lil Baby. El 5 de mayo de 2023, apareció junto al rapero Roddy Ricch en el sencillo «Pissy» del también rapero Gucci Mane, la canción apareció más tarde como el cuarto sencillo del decimosexto álbum de estudio de Gucci, Breath of Fresh Air. Más tarde, en 2023, Wick coapareció junto a G Herbo en el sencillo «Gun Class ll» de Mudbaby Ru.

## Discografía
Nardo Wick ha lanzado un álbum de estudio y 12 sencillos (incluidos tres como artista invitado). Su canción insignia es Who Want Smoke?, que tiene un remix que cuenta con la participación de los raperos de Chicago G Herbo y Lil Durk, y cuenta con la participación del rapero de Atlanta 21 Savage. El remix está estilizado con dos signos de interrogación en lugar de uno.

### Álbumes de estudio
| Título             | Detalles                                                                                           | Posiciones máximas en las listas | Posiciones máximas en las listas | Certificaciones    |
| Título             | Detalles                                                                                           | US                               | US R&B/HH                        | Certificaciones    |
| ------------------ | -------------------------------------------------------------------------------------------------- | -------------------------------- | -------------------------------- | ------------------ |
| Who Is Nardo Wick? | - Lanzamiento: 3 de diciembre de 2021 - Discográfica: Flawless, RCA - Formato: Descarga, Streaming | 16                               | 7                                | - RIAA: 1× Platino |

### Sencillos

#### Como artista principal
| "Came Up"                                                                                             | 2020 | —  | —  | —  | —  | —  | —  |                                  | Sencillos que no son álbumes |  |
| "Slide"                                                                                               | 2020 | —  | —  | —  | —  | —  | —  |                                  | Sencillos que no son álbumes |  |
| "Who Want Smoke?" (solo o remix featuring G Herbo, Lil Durk, y 21 Savage)                             | 2021 | 17 | 5  | 3  | 41 | 15 | 37 | - RIAA: 3× Platino - MC: Platino | Who Is Nardo Wick?           |  |
| "Me or Sum" (featuring Future y Lil Baby)                                                             | 2021 | 58 | 15 | 10 | —  | —  | —  | - RIAA: 2× Platino               | Who Is Nardo Wick?           |  |
| "Wicked Witch"                                                                                        | 2021 | —  | —  | —  | —  | —  | —  | - RIAA: Oro                      | Who Is Nardo Wick?           |  |
| "Wicked Freestyle"                                                                                    | 2021 | —  | —  | —  | —  | —  | —  | - RIAA: Oro                      | Who Is Nardo Wick?           |  |
| "Krazy Krazy"                                                                                         | 2022 | —  | —  | —  | —  | —  | —  |                                  | Who Is Nardo Wick?           |  |
| "Riot"                                                                                                | 2022 | —  | —  | —  | —  | —  | —  |                                  | Who Is Nardo Wick?           |  |
| "Hot Boy" (featuring Lil Baby)                                                                        | 2023 | 99 | 31 | 20 | —  | —  | —  |                                  |                              |  |
| "—" denota una grabación que no entró en las listas de éxitos o que no fue lanzada en ese territorio. |      |    |    |    |    |    |    |                                  |                              |  |

#### Como artista invitado
| Título                                                     | Año  | Posiciones máximas en las listas | Posiciones máximas en las listas | Álbum               |
| Título                                                     | Año  | US Bub.                          | US R&B /HH                       | Álbum               |
| ---------------------------------------------------------- | ---- | -------------------------------- | -------------------------------- | ------------------- |
| "She Want Me Dead!" (Katana 10400 featuring Nardo Wick)    | 2021 | —                                | —                                |                     |
| "Pissy" (Gucci Mane featuring Roddy Ricch y Nardo Wick)    | 2023 | 15                               | 37                               | Breath of Fresh Air |
| "Gun Class ll" (Mudbaby Ru featuring Nardo Wick y G Herbo) | 2023 | -                                | 6                                |                     |

### Otras canciones incluidas en las listas de éxitos y certificadas
| Título                                                                                                | Año  | Posiciones máximas en las listas | Posiciones máximas en las listas | Posiciones máximas en las listas | Posiciones máximas en las listas | Posiciones máximas en las listas | Posiciones máximas en las listas | Certificaciones | Álbum                        |
| Título                                                                                                | Año  | US                               | US R&B /HH                       | US Rap                           | CAN                              | NZ Hot                           | WW                               | Certificaciones | Álbum                        |
| --- | ---- | -------------------------------- | -------------------------------- | -------------------------------- | -------------------------------- | -------------------------------- | -------------------------------- | --------------- | ---------------------------- |
| "Baby WYD?" (featuring Lakeyah)                                                                       |      | —                                | —                                | —                                | —                                | —                                | —                                | - RIAA: Oro     | Who Is Nardo Wick?           |
| "Burning Up" (featuring the Kid Laroi)                                                                | 2022 | —                                | —                                | —                                | —                                | 32                               | —                                |                 | Who Is Nardo Wick?? (Deluxe) |
| "Dah Dah DahDah"                                                                                      | 2022 | 48                               | 13                               | 12                               | —                                | —                                | 178                              | - RIAA: Platino | Who Is Nardo Wick?? (Deluxe) |
| "It Ain't Safe" (DJ Khaled featuring Nardo Wick y Kodak Black)                                        | 2022 | 77                               | 26                               | 23                               | 89                               | —                                | 185                              |                 | God Did                      |
| "Pop Out" (Lil Baby featuring Nardo Wick)                                                             | 2022 | 15                               | 6                                | 6                                | 50                               | 20                               | 28                               |                 | It's Only Me                 |
| "—" denota una grabación que no entró en las listas de éxitos o que no fue lanzada en ese territorio. |      |                                  |                                  |                                  |                                  |                                  |                                  |                 |                              |

### Apariciones como invitado
| Título                              | Año  | Otros artista(s)       | Álbum                            |
| ----------------------------------- | ---- | ---------------------- | -------------------------------- |
| "Opp Pack"                          | 2021 | 42 Dugg                | Free Dem Boyz (Deluxe)           |
| "Da Drop"                           | 2021 | GMO Stax               | Youngest Pit in America (Deluxe) |
| "Opp Party"                         | 2022 | Doe Boy, G Herbo       | Oh Really                        |
| "Stepper"                           | 2022 | Latto                  | 777                              |
| "Undertaker"                        | 2022 | Money Man              | Big Money                        |
| "Product of the Ghetto"             | 2022 | Elvis Presley          | Elvis                            |
| "In the Ghetto" (World Turns Remix) | 2022 | Elvis Presley          | Elvis                            |
| "Yeah Woah"                         | 2022 | Big Scarr, Gucci Mane  | So Icy Gang: The ReUp            |
| "It Ain't Safe"                     | 2022 | DJ Khaled, Kodak Black | God Did                          |
| "Pop Out"                           | 2022 | Lil Baby               | It's Only Me                     |
| "Goodfellas"                        | 2023 | Trippie Redd           | Mansion Musik                    |